# Renata Laxová
Renata Laxová, rozená Polgarová (15. července 1931 Brno – 30. listopadu 2020 Tucson) byla česká lékařka, vědkyně a vysokoškolská pedagožka v oboru dětské genetiky, která prožila většinu života ve Spojených státech, kde působila na Wisconsinské univerzitě v Madisonu. Byla spoluobjevitelkou vzácné genetické vady, která dostala název syndrom Neu-Laxové.

## Život
Pocházela z brněnské židovské rodiny. Byla jedním z tzv. Wintonových dětí - rodičům se podařilo v roce 1939 umístit ji do posledního transportu organizovaného Nicolasem Wintonem a v anglické náhradní rodině pak prožila sedm let. V roce 1946 se vrátila do Československa k rodičům, kteří také přežili holocaust; s anglickou rodinou zůstala v kontaktu i nadále. Po návratu studovala na Masarykově univerzitě v Brně, její specializací byla pediatrie a lékařská genetika. Brzy po sovětské invazi v roce 1968 spolu s manželem-veterinářem a dvěma dcerami emigrovala. Několik let žili v Anglii, v roce 1975 odešli do Spojených států. V Madisonu ve státě Wisconsin, kde se stala jejím působištěm místní univerzita, pak žila téměř do své smrti. 

## Pracovní kariéra
V Londýně pracovala Laxová v Kennedy-Galton Center a zabývala se mentálními poruchami. Na Winscontinské univerzitě se věnovala výzkumu, výuce i péči o pacienty s dědičnými chorobami. Zabývala se prenatální diagnostikou. Na univerzitě, kde se později stala emeritní profesorkou, zavedla studijní program genetického poradenství a založila wiscontinskou celostátní síť genetických služeb.
Napsala více než 120 vědeckých prací. V roce 1972 se svým týmem popsala (po doktoru Neuovi) druhý případ vzácné geneticky podmíněné vady způsobující potrat nebo smrt novorozence, která podle svých objevitelů dostala jméno syndrom Neu-Laxové (Neu-Laxova syndrome, NLS).

## Mimopracovní aktivity
Protože sama unikla holocaustu, cítila celý život morální povinnost o hrůzách tohoto období vyprávět i novým generacím. Přednášela na toto téma na amerických středních i vysokých školách. Svůj životní příběh také převyprávěla v knize Dopis Alexandrovi (Letter to Alexander), který sepsala pro svého vnuka (v USA vyšel v roce 2001, česky byl vydán v roce 2010).
V roce 2009 přijela do Česka a účastnila se jízdy historického vlaku, která byla připomínkou 70. výročí Wintonovy záchranné akce.

## Ocenění
Za zásluhy o svobodu a demokracii ji byla v lednu 2025 in memoriam udělena Cena města Brna za rok 2024.